# Walter Feeß
Walter Feeß (* 7. August 1954 in Kirchheim unter Teck) ist ein deutscher Unternehmer und Pionier im Baustoffrecycling.

## Leben
Walter Feeß wuchs im elterlichen Betrieb, dem Fuhrunternehmen Heinrich Feeß in Jesingen/Kirchheim u.T., in dem er bereits als Jugendlicher Baumaschinen führte, auf. Nach der Lehre zum Kfz-Mechaniker absolvierte Feeß die Ausbildung zum staatlich geprüften Bautechniker, Fachrichtung Ingenieur-Tiefbau.
1994 übernahm Feeß die Geschäftsführung der Heinrich Feeß GmbH & Co. KG. 2004 ist Feeß Gründungsmitglied des QRB (Qualitätssicherungssystem für RC-Baustoffe Baden-Württemberg e.V.).
Walter Feeß ist verheiratet und hat drei Kinder.

## Baustoffrecycling
Feeß erkannte früh, dass das gängige Baustoffrecycling nicht sein volles Potenzial ausschöpfte und wertvolle Materialien zu vermeidbarem Abfall wurden. Dies galt vor allem für Erdaushub, der nach dem deutschen Kreislaufwirtschaftsgesetz zu Abfall wurde, sobald er nicht am Ort des Aushubs wiederverwendet werden konnte. Auch Beton- und mineralischer Mischabbruch wurden vor allem für Frostschichten von Bauwerken oder als Tragschichten im Straßen- oder Gleisbau eingesetzt. Obwohl normativ zulässig, war die Wiederverwendung dieser Sekundärmaterialien in hochwertigen Anwendungen, z. B. konstruktiven Betonen, die Ausnahme.
Bei dem Schweizer Vorreiter im Baustoffrecycling, der Firma Eberhard in Kloten bei Zürich, erhielt Feeß Einblicke in und Anregungen für die Möglichkeiten der hochwertigen Aufbereitung mineralischer Sekundärmaterialien.
2010 eröffnete Walter Feeß den ersten Recyclingpark in Kirchheim, von dem aus der Stuttgarter Raum mit geeigneten Rohmaterialien für Recyclingbeton (R-Beton) beliefert werden konnte. 2017 wurde das  K³ - Kompetenzzentrum Kreislaufwirtschaft Kirchheim/Teck in Betrieb genommen. Anfang 2025 übernahm Feess die Stuttgarter Firma GL Abbruch.

## K³ - Kompetenzzentrum Kreislaufwirtschaft Kirchheim/T.
Das Konzept des K³ ist die Kombination eines operativen Recyclingbetriebs mit einem Angebot an Seminaren zur Kreislaufwirtschaft und praktischer Expertenberatung zum Baustoffrecycling.

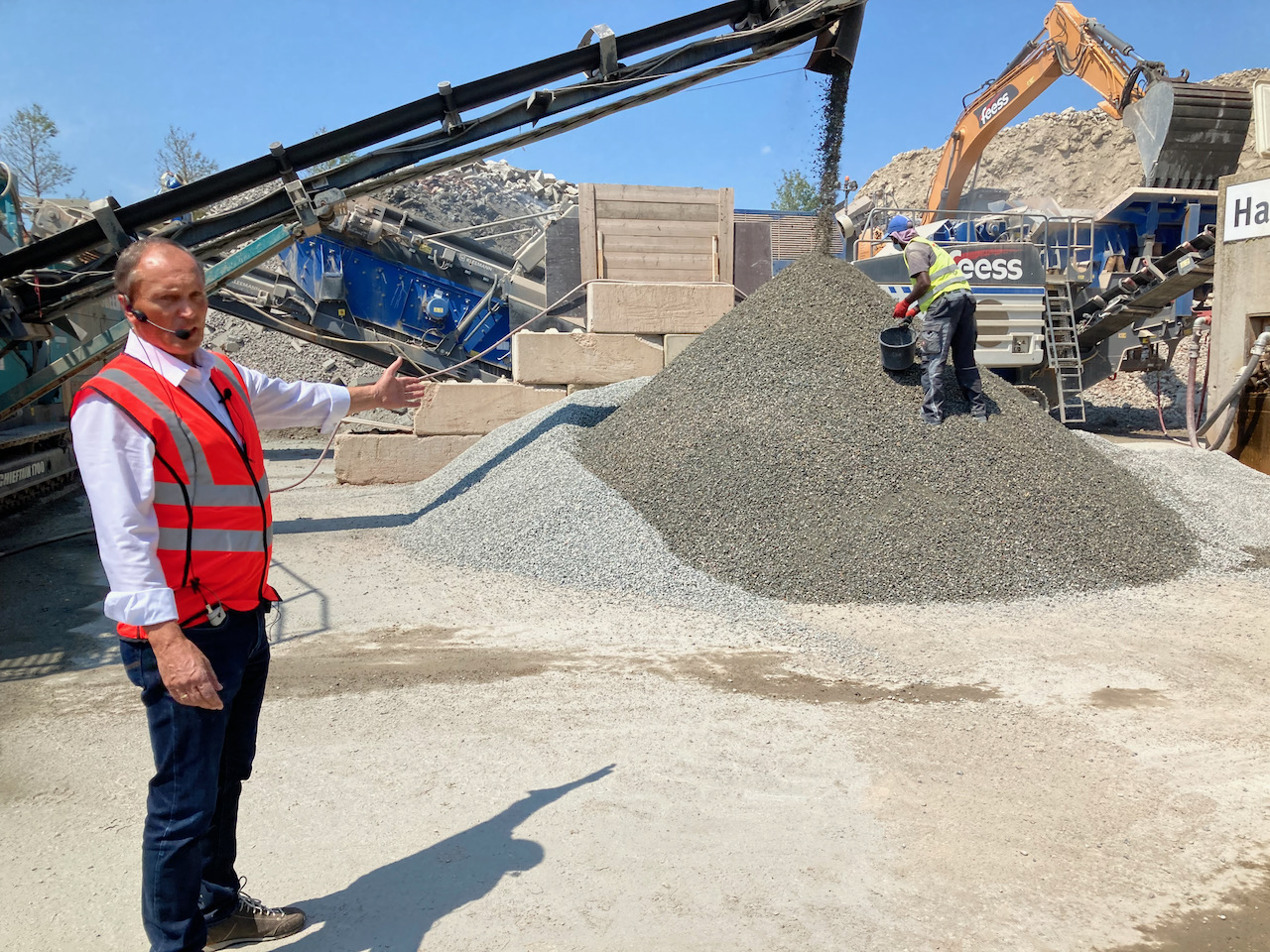
Walter Feeß erläutert die Nassklassierungsanlage im K^{3} (2021)

Technisches Kernstück des K³ ist die Nassklassierungsanlage, mit der verwertbare Fraktionen wie Sand, Splitt, Kies und Schotter aus hauptsächlich Erdaushub ausgewaschen werden. Die Anlage erreicht Wiederverwertungsquoten von 90 % bei Gleisschotter bis zu 99 % bei Baugrubenaushub. Die Anlage wurde von der Deutschen Bundesstiftung Umwelt über den Zeitraum 2017 bis 2019 mit 514.000 EUR gefördert.

## Auszeichnungen
2016 wurde Walter Feeß von Bundespräsident Joachim Gauck der Deutsche Umweltpreis 2016 übergeben, der von der Deutschen Bundesstiftung Umwelt ausgelobt wird.
2020 erhielt Feeß aus den Händen von Ministerpräsident Winfried Kretschmann den Baden-Württembergischen Umweltpreis für Unternehmen in der Kategorie „Jurypreis Kreislaufwirtschaft“.
2025 wurde ihm von Ministerpräsident Kretschmann der Verdienstorden des Landes Baden-Württemberg verliehen.